# Österreichisches Institut für Raumplanung
Koordinaten: 48° 12′ 44″ N, 16° 22′ 32″ O
Das Österreichische Institut für Raumplanung (ÖIR) ist ein gemeinnütziger Verein mit Sitz in Wien, der sich mit den Themenbereichen Raumplanung und Regionalentwicklung befasst. Als Gemeinschaft versucht das Institut die räumliche Dimension in Politik und Gesellschaft durch Planung, Forschung und Beratung ins Bewusstsein der Öffentlichkeit zu bringen und innovative Problemlösungen zu finden. Die Gründung erfolgte 1957.
Die Mitarbeiter arbeiten in der Forschung, der Planung und Politikberatung und im Management von Planungsprozessen. Das Arbeitsgebiet des Institutes liegt in Österreich und den angrenzenden Ländern und schließt die europäische Dimension von Raumentwicklung und Raumforschung ein. Die Aufgabenfelder des ÖIR umfassen Stadt- und Regionalentwicklung, Verkehrsplanung, Raumentwicklung in Europa, EU-Programmplanung, Beurteilung von Planungen und Projekten (RVP, SUP, UVP, Evaluierungen), Regional- und Umweltökonomie oder Design und Management von Planungsprozessen.
Ein Großteil der derzeit ca. 20 Mitarbeiter sind ordentliche Mitglieder des ÖIR, aus deren Reihe der Vorstand gewählt wird.